# Nitro Microphone Underground
NITRO MICROPHONE UNDERGROUND — японський музичний колектив у жанрі хіп-хоп. Розпочав творчу діяльність у 1998 році і несподівано завершив її у 2012. Ще більш несподівано оголосили про повернення у 2019 з піснею LIVE 19.

## Склад
- GORE-TEX (Томохіро Міяморі, 1975 -)
- DELI (Юкіхіто Мікі, 1975 -)
- BIGZAM (Хіроюкі Шінтані, 1978 -)
- XBS (Нобухіро Фукамі)
- SUIKEN (Йосіаки Кувата, 1975 -)
- DABO (Дайске Ашіда, 1975 -)
- MAKA-CHIN (Йосітеру Йосіда, 1974 -)
- S-WORD (Йосімаса Шімомура, 1975 -)

XBS запустив фірмові футболки групи «NITRICH» и «NITRAID». У 2013 шкода від банкротства становила 250 мільйонів ієн.

## Дискографія

### Альбоми
- 1999: Nitro Works
- 1999: Nitro Microphone Underground
- 2004: Straight from the Underground
- 2007: Special Force
- 2008: Back Again
- 2011: The Laboratory

### EP
- 2000: Requiem
- 2000: Uprising
- 2003: Nitrich/Spark Da L
- 2006: Unreleased

### DVD
- 2005: Nitro Reflections
- 2006: NitroCamp 06
- 2007: The Chronicle
- 2008: Special Force Tour

### Сольні альбоми

#### Big-Z
- 2003: No.1ドラフトPick
- 2005: Westside Far Eastside
- 2006: B.B. Inc. Sample vol.1 (компіляція)

#### Dabo
- 2000: Supadondada (сингл)
- 2001: Platinum Tongue
- 2002: Hitman
- 2003: Diamond
- 2004: 6 Bullet (EP)
- 2006: The Force
- 2007: Dabo Presents B.M.W. — BABY MARIO WORLD — Vol.1
- 2009: I'm Best (компіляція)
- 2010: Hi-Five

#### Deli
- 2002: 口車－キミキミ注意キイロイドク－ (EP)
- 2002: Delta Express Like Illusion
- 2003: Deli presents チカチカ（秘）大作戦 (компіляція)
- 2004: Otakarasagashi (EP)
- 2005: Time 4 Some Action (EP)
- 2005: 24
- 2006: Still Burnin

#### Gore-Tex
- 1998: Water Proof Remix (EP)
- 2004: Reload

#### Macka-Chin
- 2002: Chin-Attack (Remastered)
- 2002: Chin Near Here
- 2002: Boom Boom Macka
- 2006: A Pride and Fear -Town in which fellows who like stimulation gather-
- 2007: Last

#### Suiken
- 2001: Suiken presents Sixteen Stars
- 2002: Score
- 2006: Hot in Pot

#### S-Word
- 2002: One Piece
- 2002: Fortune (EP)
- 2003: Star Ill Warz
- 2008: King of Zipang

#### XBS
- 2001: Mega Bass Express (EP)
- 2003: Radical X (EP)
- 2003: All Day All Nights (EP)
- 2003: Exclusive Benefit Story

### Проектні паралелі

#### Aquarius
Second groupe de Deli accompagné du producteur Yakko (aka Jhett Stream)
- 2000: Aquarius
- 2003: オボレタ街
- 2006: One Drop

#### Mabo
Groupe réunissant Macka-Chin et Dabo
- 2005: デラコスタ (De La Costa)
- 2005: デラコスタ　リミックス (De La Costa RMX)

#### Montien
Groupe composé de Macka-Chin et Suiken, accompagnés de Tina
- 2004: Montien (мініальбом)
- 2005: Montien II (мініальбом)
- 2006: Montien III

#### Team 44 Blox
Collectif composé d'une quinzaine de membres dont Deli, Dabo, Gore-Tex, Mikris, Mars Manie, Yakko qui apparaissent sous différents pseudonymes.
- 2006: Block Buster

#### SUIKENxS-WORD
Groupe réunissant Suiken et S-Word
- 2005: Hybrid Link